# Roquetes (métro de Barcelone)
Roquetes est une station de la ligne 3 du métro de Barcelone.

## Situation sur le réseau
La station est située sous la rue Vidal i Guasch (Carrer de Vidal i Guasch), sur le territoire de la commune de Barcelone, dans l'arrondissement de Nou Barris.

## Histoire
La station est ouverte au public le 4 octobre 2008, lors de la mise en service du prolongement de la ligne 3 depuis Canyelles.